# アレクサンデル・ストゥブ
カイ＝ヨーラン・アレクサンデル・ストゥブ（Cai-Göran Alexander Stubb、1968年4月1日 - ）は、フィンランドの政治家。2024年3月から同国大統領（第13代）。2014年6月から2015年5月まで同国首相（第64代）を務めた。フィンランドきっての国際派政治家として知られる。スウェーデン系フィンランド人である。

## 経歴

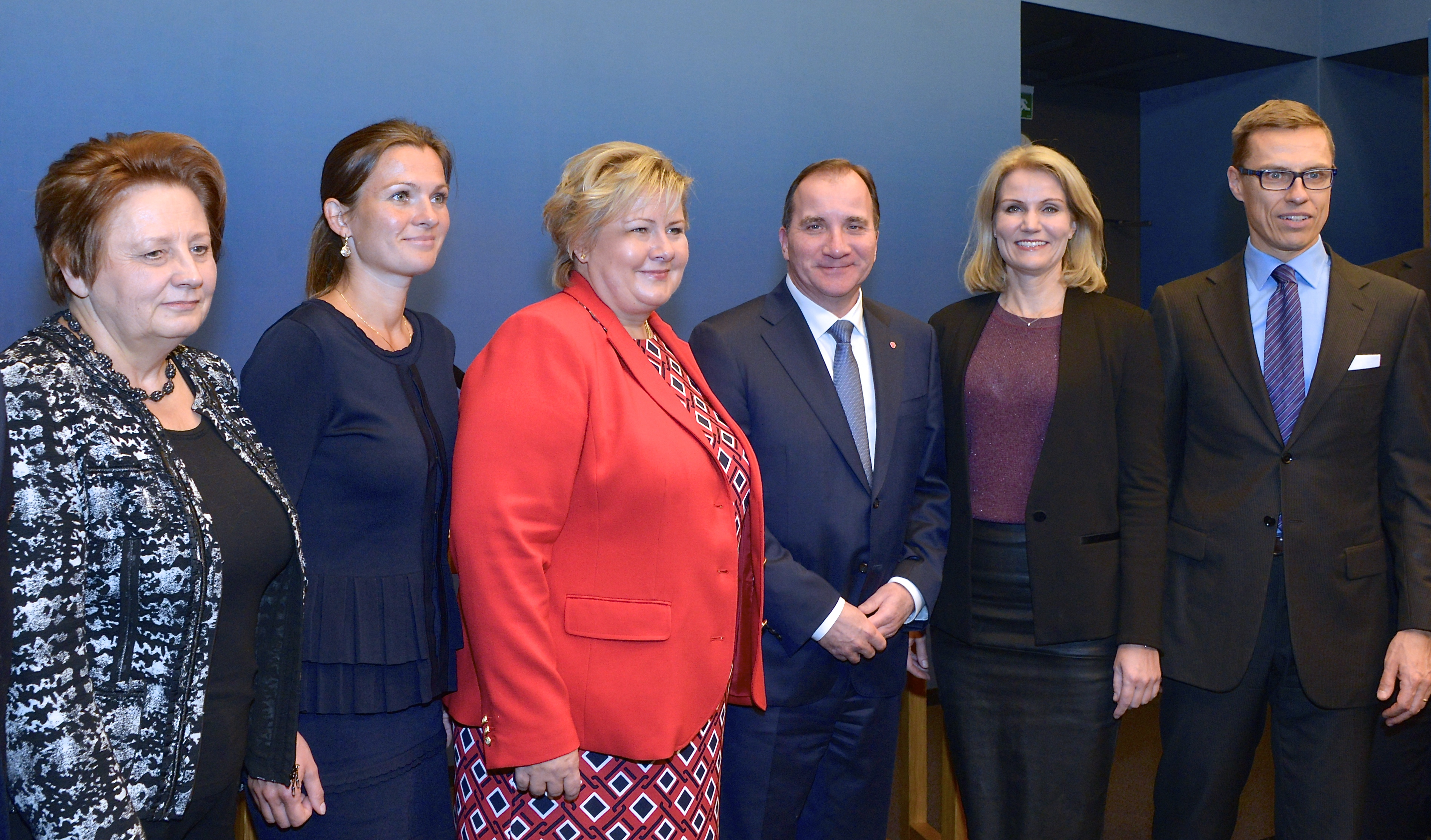
左からラトビアのライムドータ・ストラウユマ首相、エストニアのアン・スリング貿易企業大臣、ノルウェーのエルナ・ソルベルグ首相、スウェーデンのステファン・ロベーン首相、デンマークのヘレ・トーニング＝シュミット首相、ストゥブ（2014年10月27日）

フィンランドの首都ヘルシンキでスウェーデン語を母国語とする父とフィンランド語を母国語とするバイリンガルの家庭に生まれ育った。学生時代はアイスホッケーやゴルフに明け暮れた。アメリカの大学で政治学を専攻したあとはベルギーの大学院に移り、イギリスのロンドン・スクール・オブ・エコノミクスでは国際関係学の博士号を取得。
2004年に国民連合党より欧州議会議員選挙に出馬して当選し政界入り。2007年のフィンランド議会選挙でユルキ・カタイネンが率いる国民連合党が躍進し、フィンランド社会民主党を抑え第2党となった。この結果、フィンランド中央党、国民連合党、緑の同盟、スウェーデン人民党の連立内閣となり、中央党のマッティ・ヴァンハネンが首相に就任、ストゥブは2008年の4月に外務大臣となり、2011年4月まで務めた。
2011年4月の議会選挙では、国民連合党が初めて第1党となった。長い政府形成交渉の末、6政党（国民連合党、フィンランド社会民主党、左翼同盟、緑の同盟、スウェーデン人民党、キリスト教民主党）の連立内閣となり、カタイネンを首相とする内閣が成立した。それと共に、ストゥブは欧州・貿易担当大臣に横滑りした。
2014年6月24日、カタイネンが欧州連合（EU）のポスト（経済・通貨問題担当）に就くため、首相を辞任した。その結果、ストゥブが新たに国民連合党の党首となり、同日にサウリ・ニーニスト大統領から正式に首相に任命され、内閣を組織した。
しかし、2015年4月の議会選挙では、中央党に議会第1党の座を奪われ、国民連合党は第3党に転落した。これにより、中央党党首のユハ・シピラに首相職を譲り渡し、自らは財務大臣となった。財務大臣時代は構造改革を強力に推進する姿勢を示したが、国会で虚偽の答弁をした疑惑などから2016年の国民連合党党首選挙でペッテリ・オルポに敗北。財務大臣のポストもオルポに明け渡した。2019年にはいったん政界を引退し、その後は欧州投資銀行の副総裁などを務めた。
2020年2月29日に放送された、TBS系列日立 世界・ふしぎ発見!にインタビュー出演した。
2022年2月に隣国ロシアがウクライナへ軍事侵攻を行ったことで政界復帰を決意。2023年8月に翌年の大統領選挙に出馬を表明し、選挙戦では『国際的なフィンランド』を公約に掲げた。2024年2月11日に執行された決選投票では51.6％の票を獲得し、対立候補のペッカ・ハーヴィスト前外相を破り、第13代大統領に当選した。
2024年3月1日にサウリ・ニーニストから職務交代を受けて、第13代大統領へ就任。

## 人物

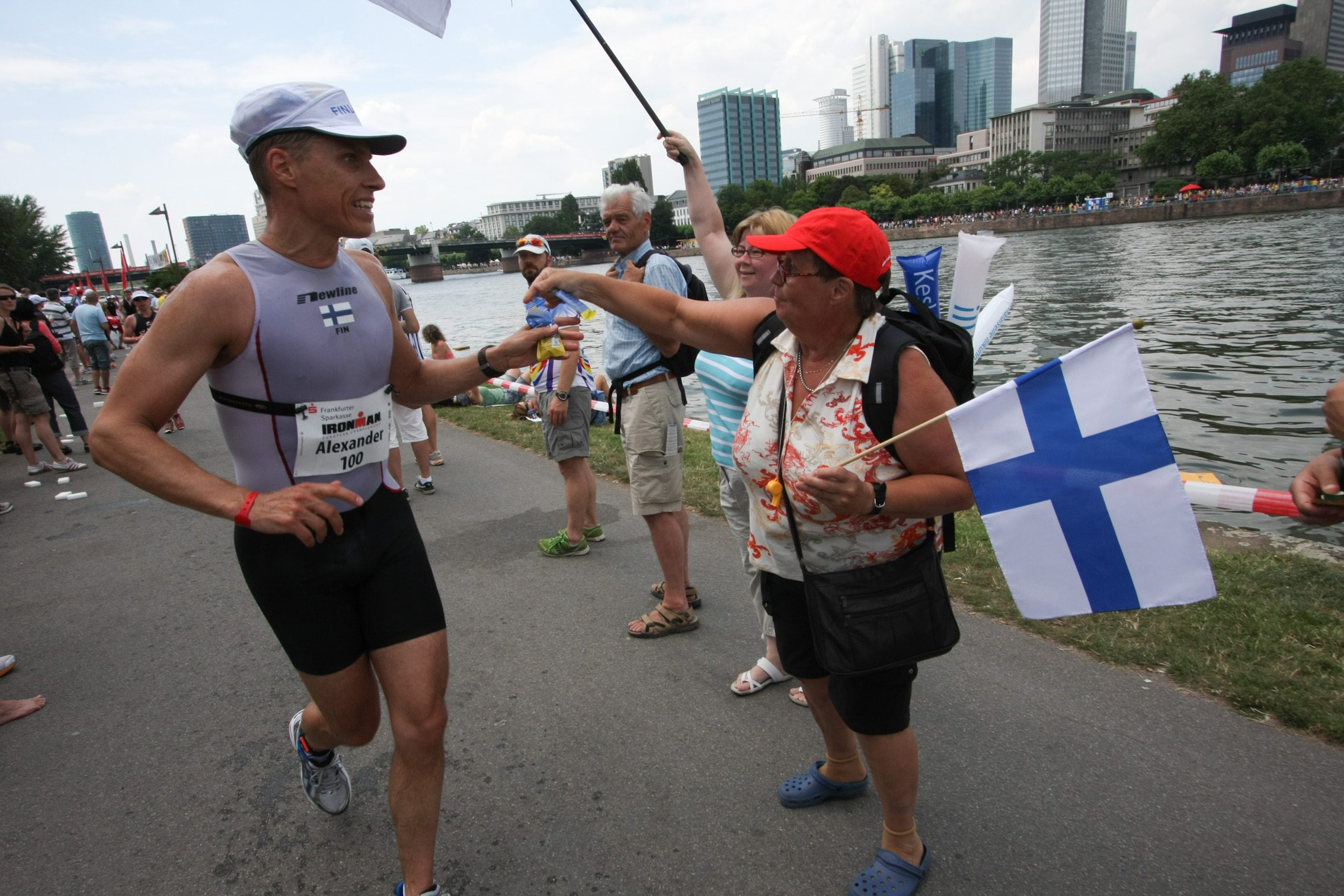
2009年のアイアンマンレースでのストゥブ（左）

ストゥブは自他共に認めるスポーツマニアであり、子供の頃から様々なスポーツをたしなんできた。アイアンマンレースを完走しているほか、スウェーデンでのアイアンマンレースの自己走行記録は、9時間55分47秒だった。またゴルフのフィンランド代表チームに選ばれたこともある。
妻はイギリス出身の弁護士で、1男1女をもうけた。スザンヌは1992年から1年間、日本の石川県鹿西町（現 中能登町）にある石川県立鹿西高等学校に外国語指導助手(ALT)として勤務していたことがあり、ストゥブが2025年6月に来日した際には夫妻で中能登町を訪問した。